# Milot, Albania
Milot este un oraș din Albania.
1. ↑  GeoNames